# Friedrich Becke

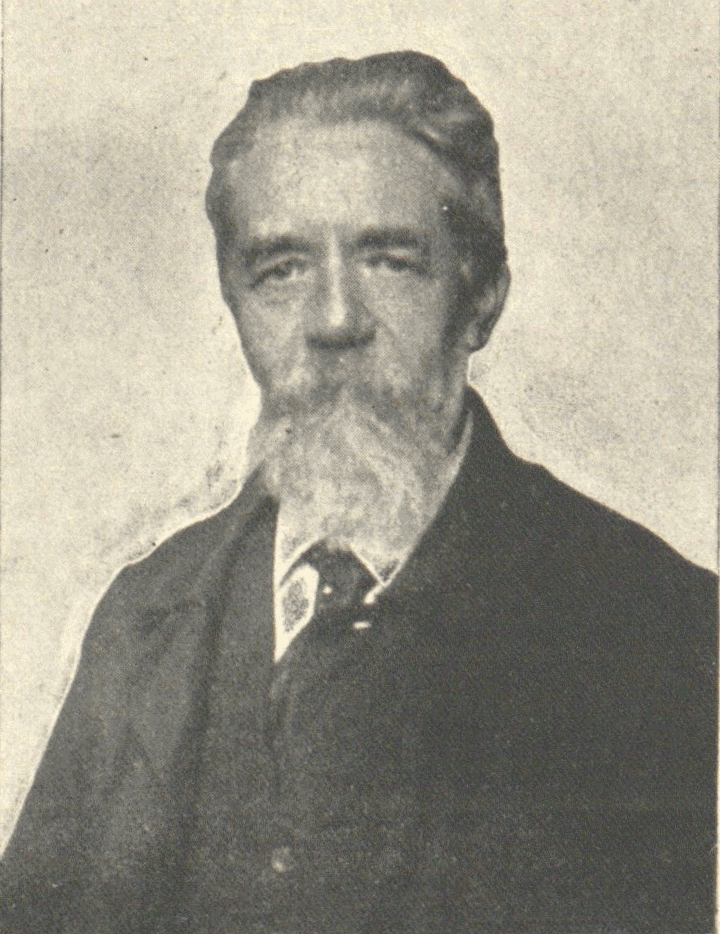
Friedrich Becke 1918.

Friedrich Johann Karl Becke, född 31 december 1855 i Prag, död 18 juni 1931 i Wien, var en österrikisk mineralog och petrograf.
Becke blev 1882 privatdocent i petrografi i Wien och 1890 professor i Prag, men kallades 1898 till Wien som professor i mineralogi och petrografi. Han var särskilt inriktad på petrografi och sysslade särskilt med de stora frågorna om magmornas differentiation och utbildning, men riktade även vetenskapen med mineralogiska arbetsmetoder och specialforskning. Han var en framstående lärare i petrografi och fick många lärjungar vid sitt institut. Han övertog utgivningen av Gustav Tschermaks "Mineralogische und petrographische Mitteilungen".
Becke blev ledamot av Leopoldina 1885 samt av Österrikes vetenskapsakademi 1899 och var sistnämnda akademis generalsekreterare 1911–1929. Han blev ledamot av Fysiografiska sällskapet i Lund 1906, korresponderande ledamot av Geologiska Föreningen i Stockholm 1916 samt ledamot av svenska Vetenskapsakademien 1928. Han tilldelades Wollastonmedaljen 1929.